# Пудовкина, Анна Николаевна
Анна Николаевна Пудовкина (урождённая Селиванова, по первому мужу Земцова, псевдоним Анна Ли; 1893—1965) — советская актриса немого кино, журналистка.

## Карьера
Анна Селиванова родилась в 1893 году в семье врача. В 1918 году под псевдонимом Анна Ли исполнила главную роль в фильме режиссёра Бориса Чайковского «Слякоть бульварная», поставленном на кинофабрике Ханжонкова. Под тем же псевдонимом опубликовала в «Кино-газете» три теоретических статьи. Киновед Михаил Ямпольский предполагает, что её статья «Экран и ритм» могла оказать сильное влияние на Льва Кулешова.
В 1923 году вышла замуж за Всеволода Пудовкина, поощряя его режиссёрские устремления. Её младшая сестра Юлия была замужем за Михаилом Доллером, который работал вместе с Пудовкиным, а старшая сестра Евгения — за врачом-гомеопатом Георгием Жаке.
Разработала и запатентовала одежду под названием «Хамелеон», которая могла трансформироваться в двадцать нарядов, включая пальто, костюм и вечернее платье. Однако в 1924 году прекратила заниматься дизайном.
Под именем первого мужа А. Земцова исполнила одну из главных ролей в короткометражной кинокомедии Всеволода Пудовкина «Шахматная горячка» (1925). Снялась в эпизоде в его фильме «Мать» (1926).
В 1928—1929 годах сопровождала Пудовкина в его поездке в Германию. Исполнила заглавную роль в немецкой мелодраме «Замужество Марии Лаваль» (1930), которую снял эмигрировавший в Германию ученик Гардина и Кулешова Давид Руденский. 
Ушла из кинематографа, посвятив себя семье. После смерти Пудовкина в 1953 году начала писать воспоминания. В 1958 году несколько фрагментов из них были опубликованы в журнале «Искусство кино» и переизданы в 1989 году в книге «Пудовкин в воспоминаниях современников». Более 1700 страниц представляют собой лишь наброски и черновики. В 1960 году была консультантом документального фильма «Всеволод Пудовкин».  
Умерла в 1965 году. Похоронена на Новодевичьем кладбище (участок 2).

## Фильмография
- 1918 — Слякоть бульварная — Лилит, жена Андрея
- 1925 — Шахматная горячка — Верочка, невеста шахматиста
- 1926 — Мать — Анна, курсистка
- 1930 — Замужество Марии Лаваль / Die Ehe der Maria Lavalle — Мария Лаваль